# Kościół św. Urszuli w Kowalu
Kościół Świętej Urszuli w Kowalu – rzymskokatolicki kościół parafialny w Kowalu, w powiecie włocławskim, w województwie kujawsko-pomorskim. Należy do dekanatu kowalskiego. Mieści się przy ulicy Kazimierza Wielkiego.

## Historia i architektura
Został zbudowany w latach 1604–1608 z fundacji biskupa Piotra Tylickiego. Rozbudowany w XIX wieku. Jest to budowla późnorenesansowa z przekształceniami klasycystycznymi i bezstylowymi. Składa się z trójprzęsłowego korpusu z parą ośmiobocznych kaplic. Przy półokrągłym zamkniętym gotyckim prezbiterium od strony północnej mieści się stara zakrystia z XIV wieku z lożą kolatorską na piętrze. Kwadratowa wieża, obniżona na skutek uderzenia pioruna jest zwieńczona hełmem z 1827 roku. Wyposażenie świątyni głównie późnobarokowe z XVIII stulecia (ołtarz główny) i neorenesansowe. Marmurowe epitafia z początku XVII wieku. Renesansowy portal jest ozdobiony herbem fundatora. Tablicę pamiątkową ufundowali mieszkańcy miasta w 1910 roku dla uczczenia sześćsetnej rocznicy urodzin Kazimierza III Wielkiego. 
W 1997 roku zainstalowano iluminację na kościele, która uczyniła go widocznym z daleka także w nocy. Podczas urzędowania proboszcza Piotra Głowackiego, który objął parafię w Kowalu w sierpniu 2003 roku, świątynia została gruntownie odnowiona poprzez założenie nowych tynków, nowego pokrycia dachu i wieży kościelnej. Prace wokół świątyni zostały wykonane dzięki staraniom proboszcza, jak i przy wsparciu parafian oraz w części władz miejskich.